# زاویه حمله

در این نمودار، خطوط سیاه نشان‌دهندهٔ جریان سیال کنار ماهی‌وارهٔ ۲ بعدی هستند. زاویهٔ آلفا نشان‌دهندهٔ زاویهٔ حمله است.

زاویه حمله (به انگلیسی: Angle of attack) یا آلفا (α) یک اصطلاح هوانوردی است، که زاویه بدنهٔ هواپیما و بال‌های آن را با مسیر حرکت کنونی آن را توصیف می‌کند. در حین انجام مانورهای هوایی، خلبانان با زاویهٔ حملهٔ بزرگی پرواز می‌کنند - دماغهٔ هواپیما رو به بالا قرار دارد و هواپیما در همان جهت قبلی در حال پرواز است. این ممکن است به وضعیتی ختم شود، که جریان هوا قسمت اعظم ماهی‌واره را بپوشاند. این اتفاق باعث کم شدن نیروی برا که برای ثابت نگاه داشتن ارتفاع هواپیما یا کنترل هواپیما لازم است، می‌شود و در عین حال مقاومت هوا را در برابر هواپیما بالا می‌برد. وضعیتی که به واماندگی معروف است. در حالت ایدئال، جریان هوا روی سطح ماهی‌واره‌ها از ابتدا تا انتهای آن باقی می‌مانند. از این طریق به میزانی از اصطکاک، که از حرکت ماهی‌واره در اتمسفر جلوگیری می‌کند، کاسته می‌شود. زمانی که این هوا از سطح ماهی‌واره جدا شود، دوباره هواپیما در حالت واماندگی می‌گیرد.
معمولا هواپیماها در هنگام فرود بیشترین زاویه حمله را برای بالهای خود ایجاد می‌کنند تا نیروی برآی بیشتری بگیرند.